# 孙颔
孙颔（1929年2月—2015年2月6日），男，江苏无锡人，中华人民共和国政治人物，曾任政协江苏省第六届、七届委员会主席、党组书记。第六、七届全国人大代表，第八、九届全国政协委员。

## 生平
1947年12月在國立中央大学新民主主义青年社参加革命工作，1948年11月加入中国共产党，供职于华东农业科学研究所。1982年，担任江苏省农业科学院院长。1983年，任中共江苏省委副书记。1989年，当选江苏省政协主席。
2015年2月6日16时30分在南京逝世，享年87岁。

## 著作
《江苏省农业资源与综合农业区划》、《中国综合农业区划》、《中国农业自然资源与区域发展》、《中国农业资源与农村经济》等。